# Neocamenta flaviceps
Neocamenta flaviceps is een keversoort uit de familie bladsprietkevers (Scarabaeidae). De wetenschappelijke naam van de soort is voor het eerst geldig gepubliceerd in 1945 door Burgeon.